# Billy’s Band
Billy’s Band – rosyjski zespół muzyczny grający muzykę będącą połączeniem jazzu, bluesa oraz swingu. Grupa została założony w 2001 roku w Petersburgu przez Billy'ego Nowika oraz Andrieja Reznikowa. Billy’s Band nie jest związany z żadną wytwórnią muzyczną. Wszystkie swoje albumy wydaje własnym nakładem, jak i również samemu organizuje trasy koncertowe. 

## Skład zespołu[4]
- Billy Nowik - wokal, kontrabas, pianino, harmonijka
- Andriej "Ryżik" Reznikow - gitara, domra, tamburyn
- Michaił Żydkih - saksofon, pianino, tom-tom, instrumenty perkusyjne

## Dyskografia[5][6]

### Albumy studyjne
- 2002 — Being Tom Waits
- 2003 — Парижские сезоны
- 2003 — Немного смерти, немного любви
- 2005 — Оторвемся по-питерски
- 2005 — Being Tom Waits (wersja zremasterowana)
- 2007 — Весенние обострения
- 2007 — Чужие
- 2010 — Блошиный рынок
- 2012 — Чужие-2
- 2013 — Когда был один
- 2015 — In Rock
- 2016 — Слегка
- 2016 — Песни Дедов Морозов

### Albumy koncertowe
- 2003 — Открытка от…
- 2006 — Блюз в голове
- 2009 — Осенний алкоджаз